# Букан
Букан (перс. بوکان) је град у Ирану, и главни град истоименог округа у покрајини Западни Азербејџан. Добио је име од истоименог локалног племена. Град је смештен западно од језера Урмија, на надморској висини од око 1.370 метара.
Према попису из 2013. године у граду је живело 180.000 становника.